# Eumaeus brazilinensis
Eumaeus brazilinensis är en fjärilsart som beskrevs av Max Wilhelm Karl Draudt. Eumaeus brazilinensis ingår i släktet Eumaeus och familjen juvelvingar. Inga underarter finns listade i Catalogue of Life.